# Elachista pravella
Elachista pravella é uma espécie de insetos lepidópteros, mais especificamente de traças, pertencente à família Elachistidae. Foi descrita por Sinev e Sruoga em 1995. É encontrada no sudeste da Sibéria.